# David de Paula
David de Paula Gallardo (Durango, 31 maggio 1984) è un ex calciatore spagnolo, di ruolo centrocampista.

## Caratteristiche tecniche
Interno di centrocampo, può adattarsi a giocare anche da trequartista o come esterno sinistro.

## Carriera

### Club
Dopo essere cresciuto tra le società dei Paesi Baschi, gioca per Alicante, Ponferradina, Palencia e Logroñés. Nel 2012 si trasferisce agli austriaci del Wolfsberger, che nel febbraio 2014 lo cedono all'Austria Vienna.